# Nueva retórica
La nueva retórica es un campo interdisciplinario que aborda la ampliación del canon retórico clásico.

## Visión general
La nueva retórica es el resultado de varios esfuerzos por recuperar la retórica de condición marginal obtenida por su imagen y  'connotaciones negativas' de «mentiras políticas, inventos corporativos, la larga lista de términos griegos y romanos para patrones de expresión que nadie usa conscientemente, la prosa púrpura, los esquemas banales de organización, las reproducciones sin imaginación de sandeces y demás», si no para devolverlo al lugar que antes ocupaba de disciplina «asociada con el prestigio social e intelectual», para devolverlo al menos al nivel de otros campos contemporáneos en los estudios sociales, culturales y lingüísticos. De forma notoria, el campo surgió tras el trabajo de Chaïm Perelman y Lucie Olbrechts-Tyteca en su libro The New Rhetoric (1969) pero tanto la noción como la idea de la necesidad de retórica «nueva», diferente a la «antigua» puede marcarse en las obras de Kenneth Burke - A Rhetoric of Motives (1950) y Rhetoric - Old and New (1967).
Lo que ayudó al surgimiento de una nueva retórica fueron las ideas del estado epistémico de la retórica, la noción de un núcleo retórico claramente definible. El filósofo polaco Mieczysław Maneli intentó aplicar la nueva retórica como filosofía social en su libro de 1994 La nueva retórica de Perelman como filosofía y metodología para el próximo siglo. Maneli escribió: «La nueva retórica es el humanismo moderno. La lucha por el humanismo nunca termina. Las características más esenciales para un enfoque humanista de la vida son: a los individuos se les debe dar la oportunidad de desarrollar sus talentos y energías personales, deberían ser capaces de ser creativos y ser felices... Su esencia y valor es la creatividad y la autodeterminación... Una vez que la nueva retórica tomó como su propuesta básica que nada es absolutamente bueno o sagrado salvo la dignidad humana, uno debe buscar constantemente nuevos valores, mejores formas y modos de vida. Hay tres áreas específicas que son especialmente importantes para el humanismo moderno: la justicia social e individual, la libertad de la opresión con una verdadera oportunidad de una vida digna; y tolerancia y privacidad».
La nueva retórica intenta conservar el campo original, pero también tiene una relación tensa con esta. Por ejemplo, la nueva retórica intenta romper con el análisis formalista y logocéntrico (es decir patriarcado) neoaristotélico a favor de la interacción entre texto y contexto, pero según DeGenaro no logra ubicarse fuera de la tradición «occidental-patriarcal» al ser incapaz de partir de «los orígenes elitistas y los ámbitos de estudio» a una diversidad de voces, temas, etc. Esto probablemente convierta a la nueva retórica en un terreno para la retórica postmoderna que «pone en tela de juicio las identidades del hablante, la audiencia y los mensajes que se pasan entre ellos» al evaluar la filosofía intersubjetiva por la idea inherentemente aceptada en la filosofía posmoderna de que «las diferencias no pueden superarse, a la manera hegeliana, suprimiéndolas bajo una síntesis de orden mayor, sino que deben mermarse o anularse a medida que se afrontan»